# Aloe mendesii
Aloe mendesii é uma espécie de liliopsida do gênero Aloe, pertencente à família Asphodelaceae.